# Ernst-Lubitsch-Preis
Der Ernst-Lubitsch-Preis für die beste komödiantische Leistung im deutschen Film wird seit 1958 jährlich vom Club der Filmjournalisten Berlin e. V. verliehen. Die Idee, den nach Ernst Lubitsch benannten Preis zu stiften, stammt von Billy Wilder. Die erste Verleihung der figürlichen Trophäe erfolgte am 28. Januar 1958.
Die Pan-Figur stammt von dem Berliner Bildhauer Erich Fritz Reuter (1911–1997). Der undotierte Preis wird meist am 29. Januar, dem Geburtstag von Ernst Lubitsch, vergeben. Die Verleihung kann aber auch zu einem späteren Zeitpunkt stattfinden.
Anfang März 2009 wurde die Auszeichnung erstmals als Ehrenpreis dem US-amerikanischen Komiker und Regisseur Mel Brooks zugesprochen.

## Preisträger
- 1958: Kurt Hoffmann, für die Regie von Das Wirtshaus im Spessart
- 1959: Heinz Rühmann, für seine Rolle in Der Pauker
- 1960: Ladislao Vajda, für die Regie von Ein Mann geht durch die Wand
- 1961: Gert Fröbe, für seine Rolle in Der Gauner und der liebe Gott
- 1962: Gustav Knuth, für seine Rolle in Der Lügner
- 1963: Rolf Thiele, für die Regie von Das schwarz-weiß-rote Himmelbett
- 1964: Walter Buschhoff, für seine Rolle in Die endlose Nacht
- 1965: Rainer Erler, für die Regie von Seelenwanderung
- 1966: keine Vergabe
- 1967: Martin Held, für seine Rolle in Lange Beine – lange Finger
- 1968: Cornelia Froboess, für ihre Rolle in Rheinsberg
- 1969: Ulrich Schamoni, für die Regie von Quartett im Bett
- 1970: Werner Enke und May Spils, für Nicht fummeln, Liebling
- 1971: Sabine Sinjen, für ihre Rolle in Wir – zwei
- 1972: Herbert Fleischmann, für seine Rolle in Das Freudenhaus
- 1973: Robert van Ackeren, für die Regie von Harlis
- 1974: Mario Adorf, für seine Rolle in Die Reise nach Wien
- 1975: Angelika Milster, für ihre Rolle in Meine Sorgen möcht’ ich haben
- 1976: Bernhard Sinkel, für die Regie von Lina Braake
- 1977: keine Vergabe
- 1978: Erwin Keusch, für die Regie von Das Brot des Bäckers
- 1979: Elisabeth Bergner, für ihre Rolle in Der Pfingstausflug
- 1980: Heidi Genée, für die Regie von 1 + 1 = 3
- 1981: Marius Müller-Westernhagen, für seine Rolle in Theo gegen den Rest der Welt
- 1982: Otto Sander, für seine Rolle in Der Mann im Pyjama
- 1983: keine Vergabe
- 1984: Gerhard Polt, für seine Rolle in Kehraus
- 1985: Ursela Monn, für ihre Rolle in Einmal Ku’damm und zurück nach einer wahren Begebenheit von Peter und Christa Gross-Feurich
- 1986: Marianne Sägebrecht, für ihre Rolle in Zuckerbaby
- 1987: Peter Timm, für die Regie von Meier
- 1988: Percy Adlon, für die Regie von Out of Rosenheim
- 1989: Loriot (Vicco von Bülow), für Ödipussi
- 1990: Frank Beyer und Wolfgang Kohlhaase, für Regie und Buch von Der Bruch
- 1991: Manfred Krug, für seine Rolle in Neuner
- 1992: Reinhard Schwabenitzky, für die Regie von Ilona und Kurti
- 1993: Harald Juhnke, für seine Rolle in Schtonk!
- 1994: Katja von Garnier, für die Regie von Abgeschminkt!
- 1995: Sönke Wortmann, für die Regie von Der bewegte Mann
- 1996: Katja Riemann, für ihre Rolle in Stadtgespräch
- 1997: Helmut Dietl, für die Regie von Rossini
- 1998: Moritz Bleibtreu, für seine Rolle in Knockin’ on Heaven’s Door
- 1999: Tom Tykwer, für die Regie von Lola rennt
- 2000: Michael Gwisdek, für seine Rolle in Nachtgestalten
- 2001: Elisabeth Scherer, Christel Peters und Gudrun Okras, für ihre Rollen in Jetzt oder nie – Zeit ist Geld
- 2002: Christiane Hörbiger, für ihre Rolle in Die Gottesanbeterin
- 2003: Douglas Wolfsperger, für die Regie von Bellaria – So lange wir leben!
- 2004: keine Vergabe
- 2005: Dani Levy, für die Regie von Alles auf Zucker!
- 2006: Andreas Dresen, für die Regie von Sommer vorm Balkon
- 2007: Jürgen Vogel, für seine Rollen in Ein Freund von mir und Wo ist Fred?
- 2008: Til Schweiger, für Keinohrhasen
- 2009: Mel Brooks (Ehrenauszeichnung)
- 2010: Leander Haußmann und Ezard Haußmann, für Dinosaurier – Gegen uns seht ihr alt aus!
- 2011: Sophie Rois, für ihre Rolle in Drei
- 2012: Fritzi Haberlandt, für ihre Rolle in Eine Insel namens Udo
- 2013: keine Vergabe
- 2014: Henry Hübchen, für seine Rolle in Da geht noch was[3]
- 2015: Dieter Hallervorden, für seine Rolle in Honig im Kopf[4]
- 2016: Anke Engelke, für ihre Rolle in Frau Müller muss weg![5]
- 2017: Peter Simonischek, für seine Rolle in Toni Erdmann
- 2018: Charly Hübner, für seine Rolle in Magical Mystery oder: Die Rückkehr des Karl Schmidt[6]
- 2019: Bjarne Mädel und Lars Eidinger, für ihre Rollen in 25 km/h.[7]
- 2020: Katharina Thalbach, für ihre Rolle in Ich war noch niemals in New York[8]
- 2021: Simon Verhoeven, für seinen Film Nightlife[9]
- 2022: Nilam Farooq und Christoph Maria Herbst für ihre Rollen in Contra[10]
- 2023: Karoline Herfurth für ihre Rollen und die Regie in Wunderschön und Einfach mal was Schönes[11]
- 2024: Marc Hosemann für seine Rolle in Sophia, der Tod und ich[12]
- 2025: Josef Hader für die Rolle des Franz im Film Andrea lässt sich scheiden[13]